# Јелен пиво лајв
Јелен пиво лајв био је музички рок догађај који се од 2006. до 2012. године одржавао у Београду, у циљу промоције бренда Апатинске пиваре, односно Јелен пива. Први догађај организван је као фестивал и на њему су учествовали само српски рок музичари, а наредне године поред српских, на фестивалу су наступали многи инострани бендови.
Страни извођачи који су настуали на фестивалу Јелен пиво лајв укључују Ијана Брауна, Гари Мура, као и бендове The Fall, Happy Mondays, Dinosaur Jr., The Stooges, The Lemonheads, Heavy Trash, Echo & the Bunnymen и The Rakes. Од 2010. године догађај је одржаван као концерт једног бенда, а наступали су Guns N' Roses (2010), Слеш (2011) и Metallica (2012).

## Историјат
Уводно издање фестивала 2006. године одржано је у београдском Студентском културном центру, у периоду од 15. до 16 децембра, а фестивал је био подељен на два стејџа. Током уводне вечери, наступали су Партибрејкерси, Саншајн, Eyesburn, Orthodox Celts, као и Шкабо, Straight Jackin, Irie FM, Discord и Flip Out на другом стејџу. Током друге вечери фестивала на главном стејџу наступали су Дисциплина кичме, Обојени програм, Darkwood Dub и рок бенд Неочекивана сила која се изненада појављује и решава ствар, док су на другом стејџу наступали Intruder, Попречитељи, Репетитор и група Супернаут.
Због велике популарности, Апатинска пивара одлучила је да организује фестивал на већем месту и међу домаћим, уврсти и стране рок бендове и певаче. Друго издање фестивала, 2007. године одржано је на Београдској тврђави у периоду од 7. до 9. септембра. Наступали су Ијан Браун, Happy Mondays, Гари Мур, Хладно пиво, Лет 3, Дисциплина кичме, Партибрејкерси, Плејбој, Darkwood Dub, Обојени програм, Марчело, Дадо Топић & Тајм, Дарко Рундек и словеначки бенд Laibach. Друго издање фестивала пружило је прилику младим музичарима да покажу своју сценску способност.
Године 2008. фестивал се преселио на стадион Ташмајдан, а трајао је 5. и 6. септембра. Прве вечери на фестивалу наступали су Репетитор, Јарболи, Hypnotized, Електрични оргазам, Dinosaur Jr. и The Stooges. Наредне вечери наступали су Стрик Широко, Дисциплина кичме, Партибрејкерси, The Lemonheads и хард рок музички састав Мајке. 
Ове године фестивал је подизао свест о питањима заштите животне средине промовишући кампању рециклирања, а мото фестивала био је „Рециклирајте и Ви!”.
Фестивал се 2009. године вратио у београдски Студентски културни центар и трајао је 2 дана, 18. и 19. септембра. Током првог дана фестивала наступали су Heavy Trash, Обојени програм, ЖенеКесе и Канда, Коџа и Небојша. Другог дана фестивала наступали су Echo & the Bunnymen, The Rakes, Ева Браун, Нежни Далибор и бенд Велики презир. Мото овогодишњег фестивала био је „Кад пијем, не возим”, као део сарадње пивара Србије и Министарства унутрашњих послова Републике Србије.
Пето издање фестивала Јелен пиво лајв, 2010. године, није организовано као фестивал, већ као концерт америчке хард рок групе Guns N' Roses, који је одржан 23. септембра у Београдској арени. На концерту су наступали канадски бенд Danko Jones и српски хард рок бенд Night Shift као предгрупе.
Шесто издање Јелен пиво лајва организовано је као концерт гитаристе Слеша, 31. јула 2011. године у Београској арени. Предгрупа Слешу био је српски бенд Tea Break.
Седмо издање Јелен пиво лајва организовано је као концерт групе Metallica, 8. маја 2012. године на Ушћу на Новом Београду. Пре концерта бенда Metallica наступили су бендови Machine Head и Gojira. Metallica је током концерта извела истоимени албум из 1981. године. Такође током 2012. године, Јелен пиво лајв учествовало је у организацији IQ фестивала, који је одржан 9. јуна у Београдској арени, где су наступили бендови Marilyn Manson, Мизар, Block Out, Laibach и Dirty Vegas.